# 이승우 (소설가)
이승우(李承雨, 1959년 2월 21일~)는 대한민국의 소설가이자 조선대학교 문예창작학과 교수이다. 본관은 인천이다.

## 생애
전라남도 장흥군 관산읍 신동리에서 태어났으며, 서울신학대를 졸업하고 연세대 연합신학대학원을 중퇴했다. 1981년 소설 《에리직톤의 초상》이 한국문학 신인상을 수상함으로써 작품활동을 시작했다. 이후 1993년, 《생의 이면》으로 제 1회 대산문학상을, 2002년 《나는 아주 오래살 것이다》 로 15회 동서문학상을 수상했으며, 2003년 《심인광고》로 제4회 이효석문학상을 수상했다. 2006년 〈전기수 이야기〉로 현대문학상을 수상했고 2010년에는 제10회 황순원문학상을 수상하였다. 2013년에는 《지상의 노래》로 제44회 동인문학상을 수상하였다.
조선대학교 문예창작학과 교수이며 소설창작을 가르치고 있다.
국내보다는 해외에서 더 많이 알려진 작가로, 노벨 문학상 수상자인 르 클레지오가 한국 작가 중에서 노벨 문학상 수상 가능성이 높은 작가로 황석영과 함께 언급한 소설가이다. 한국문학번역원 김주연 원장은 "작가 이승우씨가 지금까지 쓴 작품의 양이나 질로 볼 때 제 개인적으로는 무슨 상을 받아도 부끄러울 것이 없는 분이라고 생각한다"고 말했다.

## 학력
- 관산초등학교
- 관산중학교
- 중대부고
- 서울신학대
- 연세대 연합신학대학원 중퇴

## 문학적 평가와 영향
그는 소설가 이청준의 뒤를 이어 관념적인 소설을 쓴다는 평을 받아왔다. 제10회 황순원 문학상 심사위원들은“특히 읽는 사람들마다 각기 다른 것을 읽게 하는 형이상학적 보편성이야말로 다른 한국 소설이 지니지 못한 이승우 소설만의 득의의 영역”이라고 말했다.
이승우는 현대소설에서 자주 나타나는 '아버지의 문제'를 자신만의 관점에서 다루고 있으며, 아버지와 아들의 대립구도가 작품 속에 자주 나타난다.
프랑스의 문단과 언론에서 찬사를 받았으며, 갈리마르 출판사가 펴내는 폴리오 시리즈에 《식물들의 사생활》이 포함될 정도로 프랑스에서 지명도가 높다. 프랑스에서 그의 작품이 관심을 받는 이유에 대해 그는 "기독교적 세계관, 개인과 내면에 대한 관심, 그리고 정서에 덜 호소하는 내 문장이 그 쪽 사람들의 기호에 맞는 것 같다"고 언급하였다.

## 작품
주요 작품으로 《지상의 노래》, 《미궁에 대한 추측》, 《사람들은 자기 집에 무엇이 있는지도 모른다》, 《나는 아주 오래 살 것이다》, 《오래된 일기》,
《목련공원》,
《칼》이 있으며, 장편소설로는 《가시나무 그늘》, 《생의 이면》, 《식물들의 사생활》, 《사랑의 전설》 등이 있다.

## 상훈
- 2013년 제44회 동인문학상
- 2010년 제10회 황순원문학상
- 2007년 제52회 현대문학상
- 2002년 제15회 동서문학상
- 1993년 제1회 대산문학상

## 같이 보기
- 한국 문학
- 한국의 소설가 목록